# Великдень у Космачі

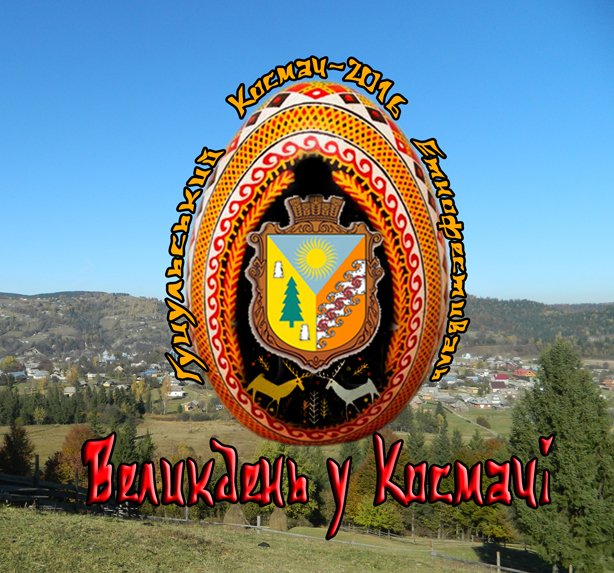

Великдень у Космачі — міжнародний фестиваль, який проводиться щороку навесні у селі Космач Косівського району Івано-Франківської області.
Започаткований 2007 року. Серед основних завдань фестивалю — популяризація автентичної, традиційної української культури, пізнання свого народу, його історії, культури, традицій, звичаїв.
В програмі фестивалю — виставки традиційної народної культури, традиційна гуцульська та українська кухня, наукова конференція, виступи українських та закордонних world music та фольк-рок команд тощо.